# فرودگاه کامپنگ چهنانگ
فرودگاه کامپنگ چهنانگ (به انگلیسی: Kampong Chhnang Airport) یک فرودگاه همگانی با کد یاتا KZC است که یک باند فرود بتن دارد و طول باند آن ۲۴۰۰ متر است. این فرودگاه در کشور کامبوج قرار دارد و در ارتفاع ۱۷ متری از سطح دریا واقع شده است.